# Тёмные души: История любви
«Лунатики: История любви» — комедийный фильм Джоша Беккера в стиле неонуар, снятый в 1991 году.

## Сюжет
Хэнк не выходит из квартиры уже шесть месяцев. Его преследуют «глюки» — в мозгу по извилинам бегают пауки, а хирурги гоняются за ним со скальпелями, шприцами и прочим инструментарием. Девушку Нэнси бросает бойфрэнд, забрав её последние деньги, и она остается одна в чужом городе. Из отеля Нэнси выгнали, а когда её попытались изнасиловать, она одному из хулиганов прострелила ногу из его же пистолета. Они гонятся за ней. Ей кажется, что все, с чем она соприкасается, обречено: погладила собачку — ту задавили, позвонила бабушке из автомата — бабушка уже умерла. И тут в этот же телефон-автомат позвонил наобум наш поэт Хэнк, страдающий от одиночества, и пригласил Нэнси к себе домой. Так в доме 1241 по улице Надежды началась история любви.